# Carruzos (Carolina)
Carruzos es un barrio ubicado en el municipio de Carolina en el estado libre asociado de Puerto Rico. En el Censo de 2010 tenía una población de 2506 habitantes y una densidad poblacional de 474,53 personas por km².

## Geografía
Carruzos se encuentra ubicado en las coordenadas 18°18′48″N 65°54′59″O / 18.31333, -65.91639. Según la Oficina del Censo de los Estados Unidos, Carruzos tiene una superficie total de 5.28 km², de la cual 5.28 km² corresponden a tierra firme y (0.05%) 0 km² es agua.

## Demografía
Según el censo de 2010, había 2506 personas residiendo en Carruzos. La densidad de población era de 474,53 hab./km². De los 2506 habitantes, Carruzos estaba compuesto por el 75.14% blancos, el 12.29% eran afroamericanos, el 0.52% eran amerindios, el 0.12% eran asiáticos, el 10.3% eran de otras razas y el 1.64% pertenecían a dos o más razas. Del total de la población el 99.6% eran hispanos o latinos de cualquier raza.